# Jon Amiel
Jon Amiel (ur. 20 maja 1948 w Londynie) – brytyjski reżyser filmowy i telewizyjny, tworzący głównie w Stanach Zjednoczonych.

## Filmografia
- Królowa kier (1989)
- Ciotka Julia i skryba (1990)
- Sommersby (1993)
- Psychopata (1995)
- Człowiek, który wiedział za mało (1997)
- Osaczeni (1999)
- Jądro Ziemi (2003)
- Darwin. Miłość i ewolucja (2009)